# Circolo Operaio Comunista
 (janvier 2018).
Si vous disposez d'ouvrages ou d'articles de référence ou si vous connaissez des sites web de qualité traitant du thème abordé ici, merci de compléter l'article en donnant les références utiles à sa vérifiabilité et en les liant à la section « Notes et références ».
Le Circolo Operaio Comunista (« Cercle Ouvrier Communiste ») est une organisation communiste révolutionnaire présente en Italie. Membre de l'Union communiste internationaliste (trotskiste), cette organisation provient d'une scission du groupe Lotta Comunista et est présente et active dans quelques villes du centre et du nord de l'Italie.

## Presse
L'organisation publie le journal L'Internazionale (Periodico comunista) (« L'Internationale (Périodique communiste) ») et la revue Lotta di classe (« Lutte de classe »).